# Oligothrips oreios
Oligothrips oreios är en insektsart som beskrevs av Dudley Moulton 1933. Oligothrips oreios ingår i släktet Oligothrips och familjen Adiheterothripidae. Inga underarter finns listade i Catalogue of Life.